# 5208 Royer
5208 Royer è un asteroide della fascia principale. Scoperto nel 1989, presenta un'orbita caratterizzata da un semiasse maggiore pari a 2,6034122 au e da un'eccentricità di 0,0477926, inclinata di 15,91851° rispetto all'eclittica.
L'asteroide è dedicato allo statunitense Ronald Royer.